# 魔兵驚天錄3
《魔兵驚天錄3》（官方译为）是一款由白金工作室开发并由任天堂独家发行在任天堂Switch平台上的动作游戏。本作是《猎天使魔女》系列的第三款作品，于2017年12月的游戏大奖上公布，於2022年10月28日發售。本作是系列首次支持繁简中文。

## 故事
暗影魔女蓓優妮塔本來在郵輪上參加宴會時，突然遭到一群神秘的敵人襲擊，但是他們不是天使也不是惡魔，世界被弄得一團糟，她擊退了這些敵人後，一位名為“薇歐拉”（Viola）的少女出現在羅丹的地獄之門酒吧中，而且她擁有著魔女的力量和有一隻名為“卓郡貓”（Cheshire）的惡魔陪伴，她說她是來自別的平行世界，而這些敵人叫“特異點”（Singularity），他們製造和指揮著“何蒙庫魯茲”（Homoculi）的軍團，企圖分解蓓優妮塔正身處的時空以及所有其他的平行時空，從而令所有平行時空統一於“Alpha時空”中。因此，蓓優妮塔必須穿越至其他平行時空中尋找“混沌齒輪”（Chaos Gear），而貞德就去尋找一個名為“席格”的科學家，因為他知道如何去解決這場危機，薇歐拉就去流明賢者和暗影魔女的神秘島嶼中。

## 开发
2017年12月8日，白金工作室在游戏大奖2017颁奖晚会上，正式公布预告片为任天堂Switch平台开发独占游戏《魔兵驚天錄3》。2019年2月14日，任天堂直面會上，公布白金工作室開發的新作《異界鎖鏈》的同時確認了本作正順利開發中；但次日《猎天使魔女2》的导演橋本祐介宣布已于1月31日从白金工作室离职。2021年9月24日，任天堂直面會上，宣布遊戲將於2022年內發售。2022年7月13日，正式公布發售日期，官方中文正式命名為《蓓優妮塔3》，并确定游戏将系列首次支持中文游戏内容。

### 角色配音爭議
遊戲系列主角蓓優妮塔的英文配音員在本作由詹妮弗·黑尔擔任，取代了前兩作的海倫娜·泰勒，白金工作室聲稱海倫娜·泰勒由於其他的演出工作，所以無法參與《猎天使魔女3》的演出。2022年10月，海倫娜·泰勒在Twitter上發佈影片表示白金工作室給出的配音薪酬過低，導致合作中止，也在影片當中呼籲玩家抵制《魔兵驚天錄3》。彭博社後續披露是海倫娜·泰勒要求的報酬過高，還索要遊戲發售後的分成，所以白金工作室決定更換主角配音，白金工作室當時原始給與一個客串角色給海倫娜·泰勒演出，但是遭到拒絕。海倫娜·泰勒虽然否定了彭博社的报道，但在10月24日发布推文承认她最初与白金商讨支付1万美元的酬报，之后又要求额外的5千美元薪酬；白金与她停止联络11个月，最后白金提供给泰勒一个客串角色，但被其拒绝。